# Jahangir Khan
Jahangir Khan (* 10. prosince 1963) je bývalý pákistánský hráč squashe, největší hráč v historii této hry.
Jahangir Khan byl mistrem světa v letech 1982 až 1988. Po dobu pěti let nenašel na kurtu přemožitele a vyhrál ve více než pětistech utkáních v řadě. V letech 2002 až 2008 byl prezidentem World Squash Federation (WSF).

## Největší úspěchy
- Vyhrál mistrovství světa amatérů (World Amateur Championships) v 15 letech
- Stal se nejmladším mistrem světa (World Open Champion) v 17 letech
- Byl neporažen v 555 zápasech v řadě, během 5 let a 8 měsíců
- Vyhrál britské mistrovství (British Open Championship) 10× v řadě (1982–1993)
- Šestkrát získal titul mistra světa (World Open Champion)
- Stal se mistrem světa bez ztráty jediné hry.
- Hrál druhý nejdelší zápas v historii squashe (2:46)